# Муфель
Му́фель (рос. муфель, англ. muffle, нім. Muffel f) — вогнетривка ємність у вигляді коробки, яка відчиняється з одного боку. 

## Загальний опис
Використовується в муфельній печі для захисту порцелянових, фаянсових, емальованих, металевих та інших виробів, які випалюються в печі, від безпосередньої дії вогню та продуктів горіння.
В разі безокислювального нагріву муфель заповнюють захисним газом. Виготовляють муфелі з вогнетривких матеріалів або жароміцної сталі.
Широко застосовують при аналізі проб сипучого матеріалу на вологість, вугілля — на зольність тощо.

## З історії
Наводимо уривок з праці Георга Агріколи De Re Metallica (1556 р.), який саме присвячений опису муфеля:
| Муфель робиться з глини й має форму перевернутого корита. Він слугує для накриття тиглів, щоб вуглинки, потрапивши в них, не завадили отриманню проби. Муфель має ши-рину 1½ долоні; своєю висотою, здебільшого в долоню, він відповідає дверцятам печі, а довжиною майже дорівнює глибині всієї печі. Однак він торкається своєю передньою сто-роною лише дверцят печі й відстоїть від бічних і задньої стінок печі приблизно на 3 пальці, щоб у проміжному просторі між ним і стінками печі можна було поміщати вугілля. Муфель повинен мати міцність вельми міцного глиняного горщика. Верх його суцільний, але задня стінка має два віконця й кожна бічна стінка – два або три, а то й чотири віконця, через які в тигель проникає жар, що розплавляє руду. Замість віконець муфель може мати й маленькі щілинки – позаду 10, а з боків ще в більшій кількості. Під віконцями або щілинками зроблені виїмки у формі півкола висотою в півпальця, на задній стороні – в трьох місцях, а на кожній з бічних – у чотирьох. Задня стінка муфелю має зазвичай дещо меншу висоту, ніж передня. |